# (5336) 1991 JE1
(5336) 1991 JE1 (1991 JE1, 1969 LD, 1974 EJ, 1976 SQ4, 1980 KB1, 1987 SM6, 1990 BH2) — астероїд головного поясу.
Тіссеранів параметр щодо Юпітера — 3,172.